# (4700) Carusi
(4700) Carusi es un asteroide perteneciente al cinturón de asteroides, descubierto el 6 de noviembre de 1986 por Edward Bowell desde la Estación Anderson Mesa (condado de Coconino, cerca de Flagstaff, Arizona, Estados Unidos).

## Designación y nombre
Designado provisionalmente como 1986 VV6. Fue nombrado Carusi en honor al astrónomo italiano Andrea Carusi, del Instituto de Astrofísica Espacial, en reconocimiento a su trabajo en la dinámica de órbitas cometarias y estudios de la identificación de familias de asteroides. Fue pionero en utilizar técnicas numéricas para estudiar los efectos de los encuentros cercanos planetarios en el cambio de las órbitas de los cometas y contribuyó en gran manera con el atlas de los patrones orbitales en los encuentros cercanos.

## Características orbitales
Carusi está situado a una distancia media del Sol de 2,564 ua, pudiendo alejarse hasta 3,075 ua y acercarse hasta 2,053 ua. Su excentricidad es 0,199 y la inclinación orbital 5,427 grados. Emplea 1500 días en completar una órbita alrededor del Sol.

## Características físicas
La magnitud absoluta de Carusi es 12,7. Tiene 7,754 km de diámetro y su albedo se estima en 0,322.